# جبل تشرشل
جبل تشرشل هو بركان في جبال سينت إلياس وحقل رانجيل البركاني في شرق ألاسكا. يحده جبل بونا الأعلى على بعد حوالي 2 ميل (3 كم) إلى الجنوب الغربي. كلاهما من البراكين الطبقية الكبيرة المغطاة بالجليد، وهو رابع أعلى بركان في الولايات المتحدة وسابع أعلى بركان في الولايات المتحدة في أمريكا الشمالية.